# آسیاب ۲ شیخ حسین
آسیاب ۲ شیخ حسین مربوط به سده‌های متاخر دوران‌های تاریخی پس از اسلام است و در شهرستان کهگیلویه، بخش چرام، ۳۰۰م جنوب غربی روستای شیخ حسین واقع شده و این اثر در تاریخ ۷ خرداد ۱۳۸۷ با شمارهٔ ثبت ۲۲۹۶۷ به‌عنوان یکی از آثار ملی ایران به ثبت رسیده است.